# Sarah Hakenberg

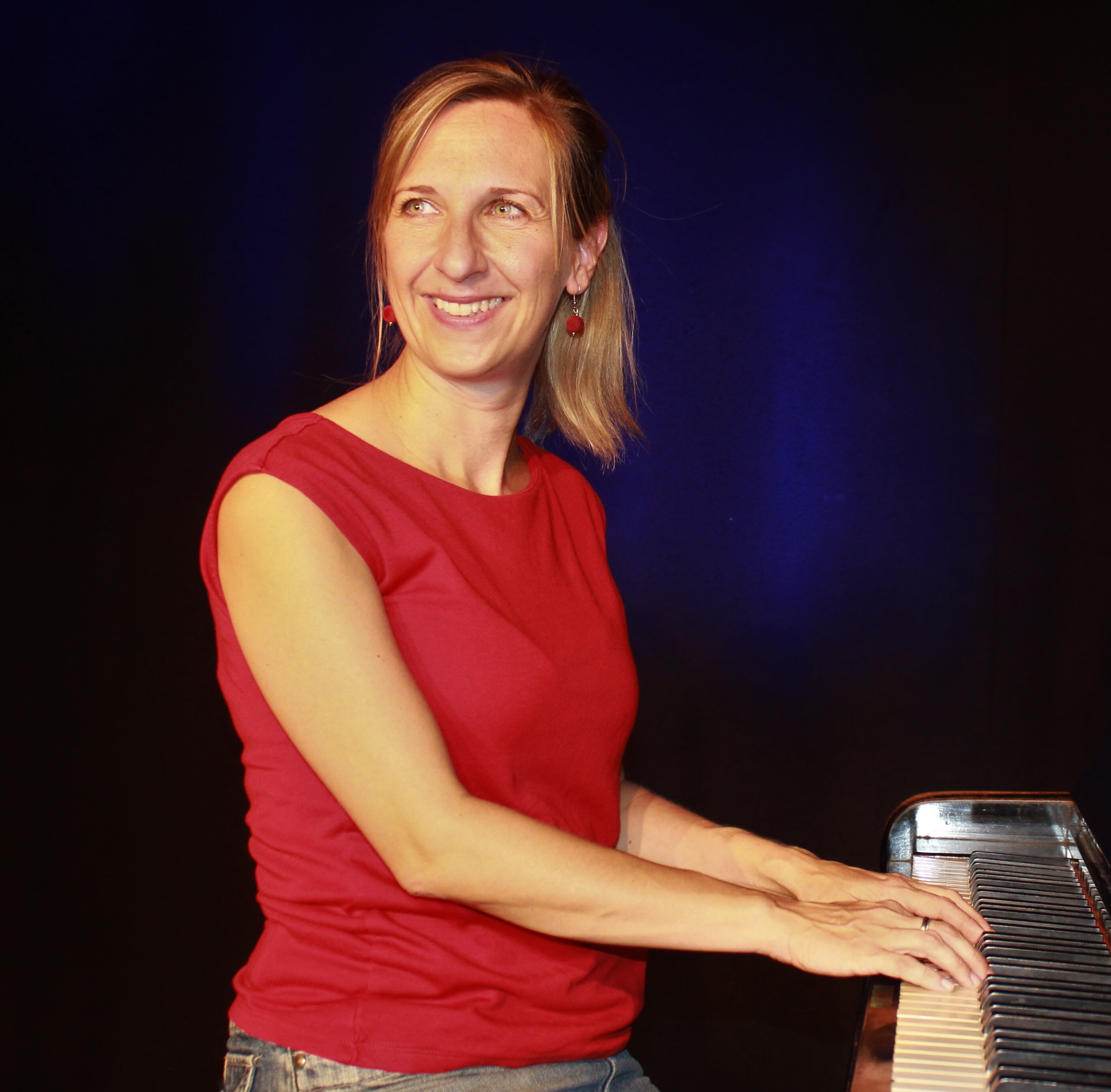
Sarah Hakenberg (2020)

Sarah Hakenberg (* 21. November 1978 in Köln) ist eine deutsche Kabarettistin und Autorin.

## Leben
Nach dem Umzug der Familie im Alter von zwei Jahren wuchs Sarah Hakenberg mit zwei Schwestern und einem Bruder in Zorneding in Oberbayern auf. Als Kind nahm sie Klavierunterricht, lernte Violine und Gitarre spielen. Nach dem Abitur bewarb sie sich an diversen Schauspielschulen. 1999 begann sie schließlich ein Studium der Theaterwissenschaft, Neueren deutschen Literatur und Philosophie, das sie 2005 abschloss. Während ihrer Studienzeit verbrachte sie ein Jahr in Frankreich. 2005 gehörte sie in der ARD-Dokuserie Abenteuer 1927 – Sommerfrische als eine der Sommergäste zu jenen Protagonisten, die sechs Wochen lang im Gutshaus Belitz auf eine Zeitreise in das Jahr 1927 zurückversetzt wurden.
Bereits während ihres Studiums begann Hakenberg, eigene Geschichten zu schreiben und auf Bühnen vorzutragen. Ab 2004 nahm sie an Poetry Slams teil und war im Rahmen des WDR Poetry Slam, bei dem sie 2008 vom Publikum in einer Ausgabe zur Siegerin des Dichterwettstreits gekürt wurde, auch im Fernsehen zu sehen. Sarah Hakenberg trat bei Mixshows auf und tourte mit dem Soloabend Knut, Heinz, Schorsch und die anderen im deutschsprachigen Raum. Unter dem gleichen Titel erschien 2009 eine Sammlung der skurril-komischen Beziehungsgeschichten, die Hakenberg auf der Bühne vorliest und am Klavier singt, in Buchform und als Livemitschnitt. Außerdem war Sarah Hakenberg Gastgeberin der Mixshow Sarahs Dienstag im Oblomow in München.
Am 25. September 2010 feierte ihr Bühnenprogramm Der Fleischhauerball im Aschaffenburger Kabarett im Hofgarten Premiere. Die Premiere ihres dritten Bühnenprogramms Struwwelpeter reloaded fand am 16. Januar 2013 in der Münchner Lach- und Schießgesellschaft statt.
Der Deutschlandfunk bescheinigte ihr in einer einstündigen Portraitsendung das „Feiern gepflegter Bosheiten“, etwa bei ihrem Stück Hündchenlynchen in München.
Nach Stationen in Berlin, Straßburg und München lebt Sarah Hakenberg mit ihrem Ehemann Kai Greupner und ihren zwei Söhnen in Warburg. Sie gehört der Celler Schule an.

## Positionen
Sarah Hakenberg thematisiert in ihren Programmen unter anderem gesellschaftliche Themen wie Rechtsextremismus, Klimaschutz und die Gleichberechtigung von Mann und Frau. Auf dem 3sat-Festival 2022 kritisierte sie scharf das Frauenbild, das in der Leo-Lausemaus-Kinderbuchreihe transportiert wird.

## Wissenswertes
Auf dem 3sat-Festival im Oktober 2022 betonte Hakenberg selbstironisch die Mehrdeutigkeit der Namen ihrer Programme Dann kam lange nichts und Wieder da vor dem Hintergrund der Covid-19-Pandemie.

„Mein altes (Programm) trägt […] den Titel Dann kam lange nichts – das hatte Premiere im Herbst 2019. Und dann kam... [...] Ich habe ein neues Programm geschrieben, und das trägt einen sehr positiven Titel: Es heißt Wieder da. Und wehe, das Virus fühlt sich wieder angesprochen!“

## Veröffentlichungen
- Knut, Heinz, Schorsch und die anderen. Geschichten. Eichborn, Frankfurt am Main 2009, ISBN 978-3-8218-6074-9.
- München. Wo Bavaria Dirndl mit Highheels trägt – ein Heimatbuch. Conbook Verlag, Meerbusch 2011, ISBN 978-3-934918-91-7.

## Diskografie
- Knut, Heinz, Schorsch und die anderen. Livemitschnitt von September 2009, ISBN 978-3-8218-6327-6.
- Der Fleischhauerball: Bitterböse Lieder und süßsaure Geschichten. Livemitschnitt 2011, ISBN 978-3-8218-6358-0.
- Struwwelpeter reloaded. 2013.
- Nur Mut. 2017.
- Dann kam lange nichts. 2019.
- Wieder da. 2021.

## Auszeichnungen
- 2014: Ernst Hoferichter-Preis[10]
- 2015: Förderpreis Deutscher Kabarettpreis
- 2022: Nieheimer Schuhu.Peter-Hille-Literaturpreis[11]
- 2023: Gaul von Niedersachsen
- 2025: Schweizer Kabarett-Preis Cornichon[12]